# Fölktergeist
Fölktergeist è un doppio album live del gruppo spagnolo Mägo de Oz del 2002.
Contiene una raccolta dei loro migliori brani fino al 2002, registrati completamente dal vivo ed a presa diretta. Contiene solo una canzone nuova: Pensando en ti, una cover in spagnolo di Dust in the wind dei Kansas.

## Lista de canciones

### Disco 1
1. Satania
2. Maritornes
3. El que quiera entender que entienda
4. El Santo Grial
5. El Lago
6. Hasta que el cuerpo aguante
7. El Cantar de la Luna Oscura
8. La Leyenda de La Mancha
9. Pensando en ti

### Disco 2
1. Jesús de Chamberí
2. El Pacto
3. Réquiem
4. La Santa Compaña
5. Astaroth
6. La Danza del Fuego
7. Fiesta Pagana
8. Hasta que tu muerte nos separe
9. Molinos de Viento